# Pleurothallis curti-bradei
Pleurothallis curti-bradei är en orkidéart som beskrevs av Guido Frederico João Pabst. Pleurothallis curti-bradei ingår i släktet Pleurothallis och familjen orkidéer. Inga underarter finns listade i Catalogue of Life.